# SpaceX CRS-30
SpaceX CRS-30 eller SpX-30 var en flygning till Internationella rymdstationen med SpaceX:s rymdfarkost Dragon 2. Farkosten sköts upp av en Falcon 9-raket, från Cape Canaveral SLC-40, den 21 mars 2024.
Farkosten dockade med rymdstationen den 23 mars 2024.
Farkosten lämnade rymdstationen den 28 april 2024, den 30 april 2024 återinträdde den i jordens atmosfär och landade i Mexikanska golfen.